# Night & Day Big Band
Night & Day: Big Band es un álbum de estudio de la banda de rock estadounidense Chicago, publicado el 23 de mayo de 1995 y producido por Bruce Fairbairn.

## Lista de canciones
1. "Chicago" (3:06)
2. "Caravan" (3:23)
3. "Dream a Little Dream of Me" (3:12)
4. "Goody Goody" (4:05)
5. "Moonlight Serenade" (4:26)
6. "Night and Day" (5:36)
7. "Blues in the Night" (6:05)
8. "Sing, Sing, Sing" (3:21)
9. "Sophisticated Lady" (5:11)
10. "In the Mood" (3:43)
11. "Don't Get Around Much Anymore" (3:38)
12. "Take the "A" Train" (5:36)

## Créditos
- Bill Champlin – teclados, voz
- Robert Lamm – teclados, voz
- Lee Loughnane – trompeta, bajo
- James Pankow – trombón
- Walter Parazaider – saxofón
- Jason Scheff – bajo, voz
- Danny Seraphine – batería, percusión, programación
- Tris Imboden – batería, armónica